# 乳醯胺
乳醯胺是一種衍生自乳酸的醯胺，其和乳酸一樣具有手性碳。乳醯胺在常壓下熔點範圍為73-76 °C。
乳醯胺可由乳腈催化水合下製備。
乳醯胺除了可作為有機化學的合成原料和化妝品添加劑外，也有在家畜繁殖研究中作為冷凍保存動物精子和受精卵的保護劑。